# Baguim do Monte
Baguim do Monte (oficialmente Baguim do Monte (Rio Tinto)) é uma vila portuguesa do Município de Gondomar sendo sede da Freguesia de Baguim do Monte, freguesia com 5,46 km² de área e 14 386 habitantes (censo de 2021), tendo, por isso, uma densidade populacional de 2 634,8 hab./km².
Juntamente com a vizinha Freguesia de Rio Tinto, integra a cidade de Rio Tinto.
A freguesia foi criada pela Lei nº 229/85, de 4 de outubro, com lugares desanexados da Freguesia de Rio Tinto.

## Demografia
A população registada nos censos foi:
| Distribuição da População por Grupos Etários | Distribuição da População por Grupos Etários | Distribuição da População por Grupos Etários | Distribuição da População por Grupos Etários | Distribuição da População por Grupos Etários |
| -------------------------------------------- | -------------------------------------------- | -------------------------------------------- | -------------------------------------------- | -------------------------------------------- |
| Ano                                          | 0-14 Anos                                    | 15-24 Anos                                   | 25-64 Anos                                   | > 65 Anos                                    |
| 2001                                         | 2479                                         | 2028                                         | 8222                                         | 1214                                         |
| 2011                                         | 2235                                         | 1519                                         | 8400                                         | 1948                                         |
| 2021                                         | 1834                                         | 1692                                         | 7920                                         | 2940                                         |

## Património
- Busto em bronze de Frei Manuel de Santa Inês, no Largo de São Brás, obra do escultor João Barata Feyo.

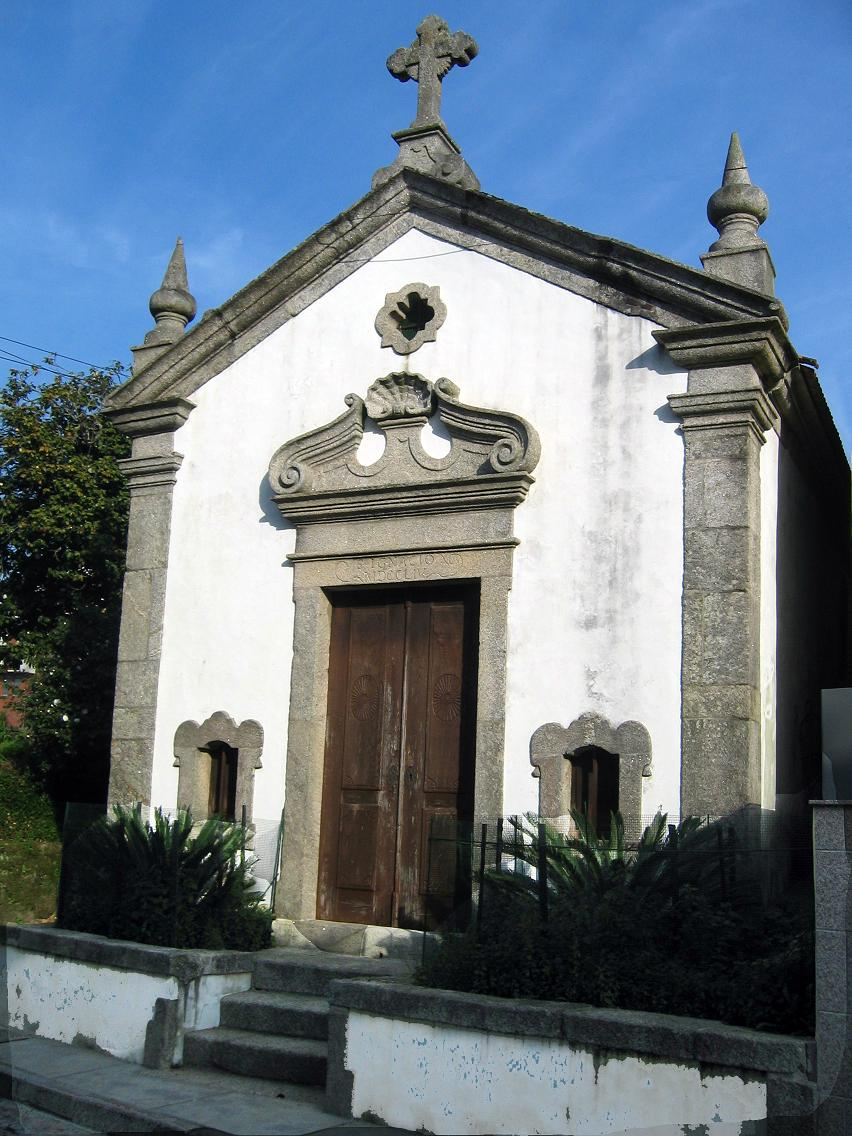
Capela de Santo Inácio
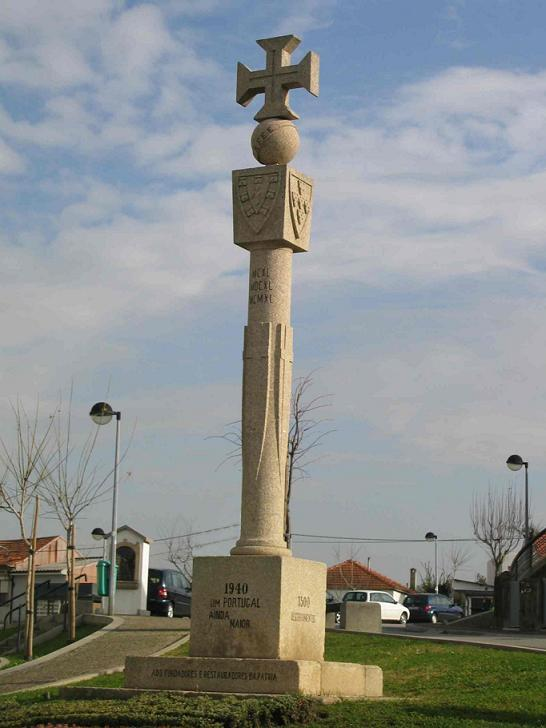
Cruzeiro

- Cruzeiro de Baguim do Monte - localizado no centro do Largo de São Brás, perto da Igreja. Contém a seguinte inscrição: "Aos Fundadores e Restauradores da Pátria".
- Igreja de São Brás

- Capela de Santo Inácio
- Cruzeiro

## Padroeiros e romarias
Baguim do Monte tem como padroeira o Imaculado Coração de Maria que se festeja no último Domingo de Maio, sendo a festa mais importante a São Brás, a quem é dedicada a Igreja, a três de Fevereiro. É tradição popular, em dia de procissão, cobrir as ruas em redor da igreja, com tapetes de flores geometricamente trabalhados com cores vivas e alegres. É tradicional também, à passagem da procissão, os moradores, colocarem colchas penduradas nas varandas.

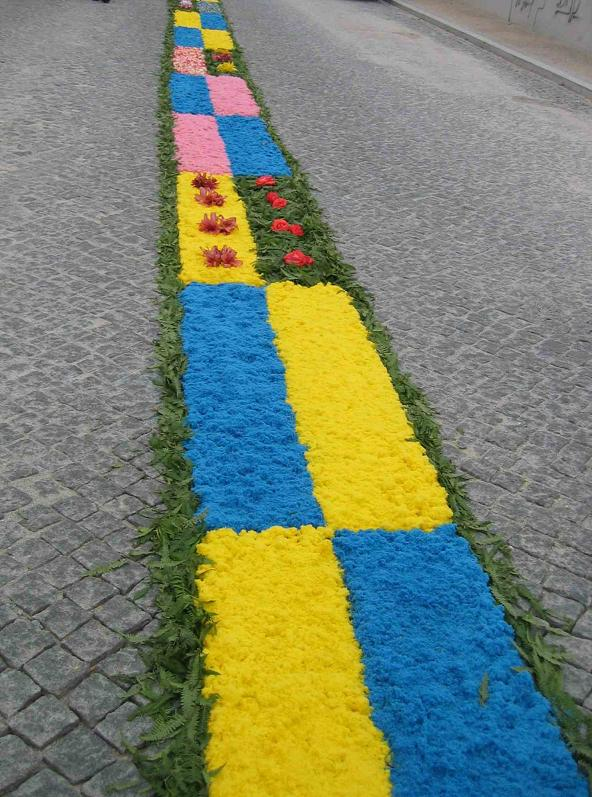
Tapete com flores - Baguim do Monte
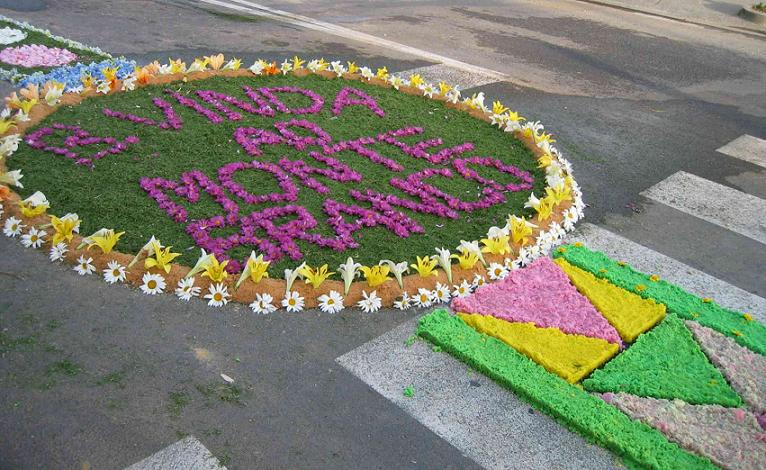
Tapete com flores - Baguim do Monte

## Personalidades

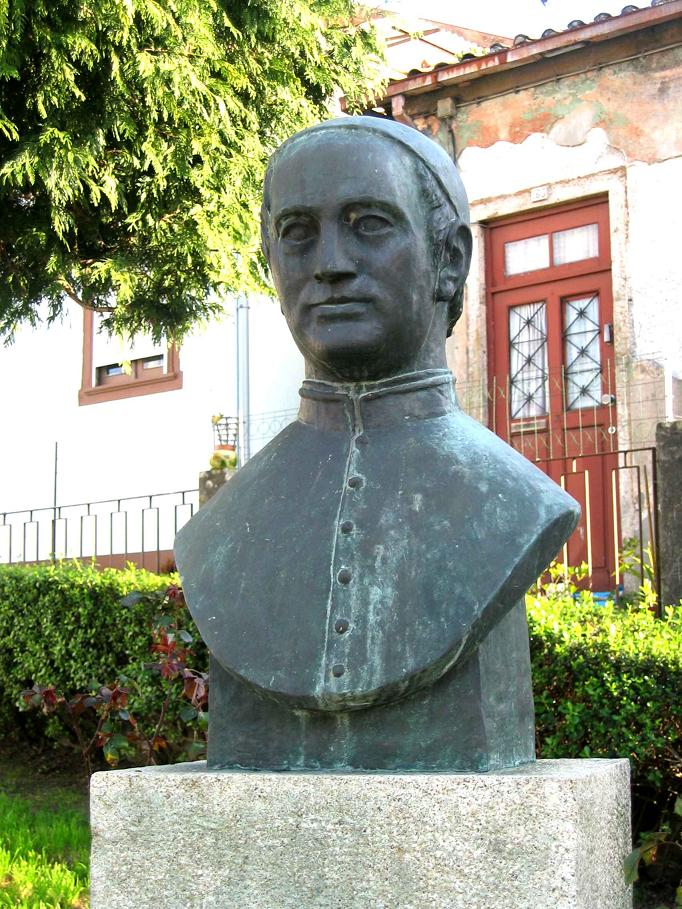
Busto de Frei Manuel de Santa Inês, escultura de João Barata Feyo, no Largo de São Brás.

- Frei Manuel de Santa Inês é o nome mais importante da freguesia de Baguim do Monte. Nasceu a 2 de Dezembro de 1762, filho de lavradores. Aos dezoito anos, entrou para o Colégio dos Grilos ou Mosteiro dos Religiosos Ermitas Descalços de Santo Agostinho, onde professou em 1781, adoptando então o nome de Frei Manuel de Santa Inês. Ocupou diversos cargos eclesiásticos incluindo o de Bispo do Porto. Foi um liberal convicto. Morreu em 1840, aos 78 anos de idade.*
- André Silva, jogador da Seleção Portuguesa de Futebol, é natural de Baguim do Monte.
- Broa de Mel, dupla de cantores portugueses, são naturais de Baguim do Monte.
- Fernando Rocha, humorista português, é natural de Baguim do Monte.

## Ensino
Baguim contém um agrupamento de escolas: EB2/3 Frei Manuel de Santa Inês, EB1 de Baguim do Monte, EB1 de Torregim e EB1 de Vale Ferreiros.

## Brasão
Escudo de prata, um pé de videira de dois ramos, com seis folhas verdes, três de cada lado, dois cachos de uva, um de cada lado, um monte negro com quinze besantes de ouro dispostos em filas de um, dois, três, quatro e cinco, centrados e em pirâmide, ao centro na parte superior, um cálice cor de púrpura com sombreado a ouro. Coroa mural de prata de três torres. Listel branco com a legenda a negro, com letras em maiúsculas: "BAGUIM DO MONTE".